# Boy with the Blues – EP

Boy with the Blues – EP est un maxi du groupe de rock anglais Oasis sorti au début de juillet 2009 en tant que EP iTunes exclusif en Europe. Il contenait deux chansons inédites et un remix d'une chanson du septième album de Oasis, Dig Out Your Soul.

## Liste des titres
1. Boy with the Blues
2. I Believe In All
3. (Get Off Your) High Horse Lady (Devendra Banhart Mix)

Les deux premiers morceaux ont été uniquement disponible sur la version deluxe de Dig Out Your Soul, tandis que la troisième piste est seulement écoutable sur la radio supernova du site Oasisinet. L'EP est écoutable en entier et gratuitement sur le Myspace du groupe.